# Apanteles anticlea
Apanteles anticlea är en stekelart som beskrevs av Nixon 1965. Apanteles anticlea ingår i släktet Apanteles och familjen bracksteklar. Inga underarter finns listade i Catalogue of Life.